# San Simón Zahuatlán
San Simón Zahuatlán es una comunidad en el municipio de San Simón Zahuatlán, en el estado de Oaxaca. San Simón Zahuatlán está a 1915 metros de altitud. 

## Geografía
Está ubicada a 17° 29' 38.4" latitud norte y 98° 0' 4.32" longitud oeste.

## Población
Según el censo de población de INEGI del 2010: la comunidad cuenta con una población total de 1364 habitantes, de los cuales 683 son mujeres y 681 son hombres. Del total de la población 1219 personas hablan alguna lengua indígena.

## Ocupación
El total de la población económicamente activa es de 140 habitantes, de los cuales 92 son hombres y 48 son mujeres.